# Fixpunktsatz von Ryll-Nardzewski
Der Fixpunktsatz von Ryll-Nardzewski, benannt nach Czesław Ryll-Nardzewski, ist ein Satz aus dem mathematischen Teilgebiet der Funktionalanalysis. Der Satz sichert die Existenz eines gemeinsamen Fixpunktes einer Familie gewisser Abbildungen einer kompakten, konvexen Menge in sich.

## Formulierung des Satzes
Sei {\displaystyle E} ein lokalkonvexer Raum, zum Beispiel ein normierter Raum, und  {\displaystyle C\subset E} sei eine nicht-leere schwach-kompakte konvexe Menge. Weiter sei {\displaystyle {\mathcal {S}}} eine nicht-leere Familie von Abbildungen {\displaystyle T:C\rightarrow C} mit folgenden Eigenschaften:
1. {\displaystyle {\mathcal {S}}} ist eine Halbgruppe, das heißt: Für alle {\displaystyle T_{1},T_{2}\in {\mathcal {S}}} gilt {\displaystyle T_{1}\circ T_{2}\in {\mathcal {S}}}.
2. Jedes {\displaystyle T\in {\mathcal {S}}} ist schwach-stetig und affin, Letzteres heißt für {\displaystyle x,y\in C} und {\displaystyle \alpha \in [0,1]} gilt {\displaystyle T(\alpha x+(1-\alpha )y)=\alpha T(x)+(1-\alpha )T(y)}.
3. {\displaystyle {\mathcal {S}}} ist nicht-kontrahierend, das heißt für zwei verschiedene Punkte {\displaystyle x,y\in C} liegt 0 nicht im Abschluss von {\displaystyle \{T(x)-T(y);T\in {\mathcal {S}}\}}.

Dann gibt es mindestens einen gemeinsamen Fixpunkt von {\displaystyle {\mathcal {S}}}, das heißt: Es gibt ein {\displaystyle x_{0}\in C}, so dass {\displaystyle T(x_{0})=x_{0}} für alle {\displaystyle T\in {\mathcal {S}}}.

## Bemerkungen
- Zum Beweis zeigt man zunächst, dass jede endliche Teilmenge aus {\displaystyle {\mathcal {S}}} einen Fixpunkt hat, und schließt dann mit einem Kompaktheitsargument auf die Behauptung.
- Die Voraussetzung, dass {\displaystyle {\mathcal {S}}} nicht-kontrahierend sein soll, ist automatisch erfüllt, wenn alle Elemente aus {\displaystyle {\mathcal {S}}} Isometrien eines normierten Raumes sind. Diesen Spezialfall nennt man ebenfalls den Fixpunktsatz von Ryll-Nardzewski: Jede Halbgruppe schwach-stetiger affiner Isometrien einer schwach-kompakten konvexen Menge in sich hat einen Fixpunkt.

## Anwendung
Die bekannteste Anwendung ist die Herleitung der Existenz des Haar-Maßes auf einer kompakten Gruppe {\displaystyle G}. Der Raum {\displaystyle E=M(G)} der endlichen Borel-Maße auf {\displaystyle G} ist der Dualraum des Raumes {\displaystyle C(G)} der stetigen Funktionen auf {\displaystyle G} und trägt daher die schwach-*-Topologie, die {\displaystyle M(G)} zu einem lokalkonvexen Raum macht, dessen schwache Topologie genau diese schwach-*-Topologie ist.
Als konvexe Menge nimmt man {\displaystyle C:=\{\mu \in M(G);\mu \geq 0,\mu (1)=1\}}.
Für {\displaystyle f\in C(G)} und {\displaystyle x\in G} seien {\displaystyle {\tilde {f}},{}_{x}f,f_{x}\in C(G)} durch die Formeln {\displaystyle {\tilde {f}}(y):=f(y^{-1}),{}_{x}f(y):=f(xy),f_{x}(y):=f(yx)} erklärt. Definiere weiter {\displaystyle S_{0},S_{1},L_{x},R_{x}:M(G)\rightarrow M(G)} durch
- {\displaystyle S_{0}\,:=\,id_{M(G)}}
- {\displaystyle S_{1}(\mu )(f)\,:=\,\mu ({\tilde {f}})}
- {\displaystyle L_{x}(\mu )(f)\,:=\,\mu ({}_{x}f)}
- {\displaystyle R_{x}(\mu )(f)\,:=\,\mu (f_{x})}

Dann ist {\displaystyle {\mathcal {S}}:=\{S_{i}L_{x}R_{y};i\in \{0,1\},x,y\in G\}} eine Halbgruppe von Isometrien, die {\displaystyle C} in sich abbildet. Wendet man auf diese Situation den Fixpunktsatz von Ryll-Nardzewski an, so erhält man ein Maß, das leicht als Haar-Maß nachgewiesen werden kann.